# Kristalbad (Zwolle)
Het Kristalbad was een zwembad in de Nederlandse stad Zwolle, dat was gelegen nabij de Centrale Harculo.
Het zwembad was feitelijk niets meer dan een kolk waaraan enkele veiligheidsvoorzieningen waren genomen. Deze lag achter de IJsseldijk. Het water in de kolk was kristalhelder, omdat het uit een wel kwam.
In de winter kon er worden geschaatst, in 1951 werd hier het kampioenschap korte baan gehouden.